# Paris-Roubaix 1934
Paris-Roubaix din 1934 a fost a 35-a ediție a Paris-Roubaix, o cursă clasică de ciclism de o zi din Franța. Evenimentul a avut loc pe 1 aprilie 1934 și s-a desfășurat pe o distanță de 255 de kilometri de la Paris până la velodromul din Roubaix. Câștigătorul a fost Gaston Rebry din Belgia, după ce câștigătorul inițial, francezul Roger Lapébie, a fost descalificat pentru că a terminat cursa pe bicicleta unui spectator după ce a avut o pană.

## Rezultate
| Loc | Ciclist                  | Timp       |
| --- | ------------------------ | ---------- |
| 1   | Gaston Rebry (BEL)       | 7h 52' 07" |
| 2   | Jean Wauters (BEL)       | +0' 05"    |
| 3   | Frans Bonduel (BEL)      | +3' 32"    |
| 4   | René Le Grevès (FRA)     | +4' 21"    |
| 5   | André Godinat (FRA)      | +4' 21"    |
| 6   | Alfons Schepers (BEL)    | +8' 12"    |
| 7   | Romain Maes (BEL)        | +8' 12"    |
| 8   | Louis Hardiquest (BEL)   | +8' 12"    |
| 9   | Raymond Louviot (FRA)    | +8' 13"    |
| 10  | Alfred Haemerlinck (BEL) | +8' 30"    |